# Gunn Report
Gunn Report (рус. Ганн Репорт) — ежегодный рейтинг, составляемый Дональдом Ганном и Эммой Вилки, в котором указываются самые награждаемые работы в сфере рекламы за год.
Впервые был опубликован в 1999 году и с тех пор стал одним из самых авторитетных рекламных рейтингов, публикуемый также в профильных журналах, таких как Advertising Age и Campaign, и газетах, таких как The Wall Street Journal, The Guardian, USA Today, Le Figaro, The Financial Times и The Sunday Telegraph.

## Метод отбора работ для рейтинга
Gunn Report включает в себя работы победителей «главных рекламных фестивалей», а также включает в себя ежегодную всестороннюю международную сравнительную таблицу по таким разделам как Film, Print, Digital и All Gunns Blazing (в последний включаются инновационные работы, которые не могут быть включены ни в один другой раздел). Также ежегодно составляются и публикуются таблицы по самым награждаемым странам, рекламным агентствам, сетям рекламных агентств и рекламодателям.
Результаты сорока шести международных, региональных и национальных фестивалей собираются воедино, однако авторы никогда не называют эти фестивали поименно.

## Приглашенные авторы
Начиная с 2007 года Gunn Report приглашает известных лиц рекламной индустрии для участия в составлении рейтинга. Приглашенные авторы:
- 2007: Крэйг Дэвис, в то время бывший креативным директором JWT Worldwide
- 2008: Реми Бабине, креативный директор Euro RSCG Worldwide
- 2009: Говард Драфт, основатель и главный исполнительный директор Draftfcb
- 2010: Марчелло Серпа, основатель Almap BBDO в Сан-Паулу
- 2011: Марк Татссел, креативный директор Leo Burnett Worldwide
- 2012: Прасун Джоши, президент McCann South Asia
- 2013: Тони Грейнджер, Креативный директор Young & Rubicam